# اسکات سی. ویور
اسکات سی. ویور (به انگلیسی: Scott C. Weaver) مدیر آزمایشگاه ملی گالوستون است.